# ریچارد هالزی
ریچارد هالزی (انگلیسی: Richard Halsey؛ زادهٔ ۱۹۴۰) یک تدوین‌گر اهل ایالات متحده آمریکا است.

## گزیده فیلمشناسی
- استن بزرگ (۲۰۰۷)
- زرد (فیلم ۲۰۰۶) (۲۰۰۶)
- مدح (فیلم) (۲۰۰۴)
- خواهری پسران (۲۰۰۲)
- کدو تنبل (فیلم) (۲۰۰۲)
- داستان اسباب‌بازی ۲ (۱۹۹۹)
- غارتگران دره سیلیکون (۱۹۹۹)
- شبکه (فیلم ۱۹۹۵) (۱۹۹۵)
- پس من با یک قاتل تبربه‌دست ازدواج کردم (۱۹۹۳)
- راهبه بدلی (۱۹۹۲)
- ادوارد دست‌قیچی (۱۹۹۰)
- جو در برابر آتشفشان (۱۹۹۰)
- ساحل‌ها (فیلم) (۱۹۸۸)
- دختران زمینی بی‌قید و بندند (۱۹۸۸)
- دام (فیلم ۱۹۸۷) (۱۹۸۷)
- مانکن (فیلم ۱۹۸۷) (۱۹۸۷)
- مسکو روی هادسن (۱۹۸۴)
- از دست دادن آن (۱۹۸۳)
- آماتور (فیلم ۱۹۸۱) (۱۹۸۱)
- باج (فیلم ۱۹۸۰) (۱۹۸۰)
- ژیگولوی آمریکایی (۱۹۸۰)
- راکی (۱۹۷۶)
- ایستگاه بعدی، روستای گرینویچ (۱۹۷۶)
- هری و تونتو (۱۹۷۴)
- پت گرت و بیلی د کید (۱۹۷۳)